# Памятник Г. Д. Гаю (Ульяновск)
Памятник Г. Д. Гаю — памятник комдиву «Железной дивизии» Гаю Дмитриевичу Гаю. Находится в микрорайоне Киндяковка Железнодорожного района города Ульяновск .

## История
Памятник Гаю (Бжишкянцу) на одноимённом проспекте в Ульяновске был торжественно открыт 12 сентября 1986 года. Это дар Ульяновску от Армянской ССР.
В 2007 году Министерство связи России выпустило ХМК — «Ульяновск. Памятник Г. Д. Гаю».

## Описание
Гранитный постамент, на который установлена бронзовая фигура Гая, опоясывает бронзовый рельеф, изображающий ряды пеших и конных красноармейцев. Это иллюстрация того боя, на киндяковских полях, когда 12 сентября 1918 года Симбирск-Ульяновск освободили от белогвардейцев силами 24-й Симбирской стрелковой дивизии, командовал которой Гай Дмитриевич. Общая высота памятника 6 метров. Памятник изваял известный армянский скульптор Сурен Назарян (1929 — 1999), народный художник Армянской ССР, секретарь Союза художников Армении.